# Lignes de bus Noctilien de N01 à N99
Les lignes de bus Noctilien de N01 à N99 constituent une série de lignes que la RATP exploite la nuit à Paris et en petite couronne de l'agglomération parisienne, certaines lignes desservant également la grande couronne.

## Lignes N01 à N99
En 2013, toutes ces lignes sont équipées du système d'information en ligne destiné à la régulation et à l'information des voyageurs.

### Lignes N01 à N09
Pour des raisons de sécurité, le service de ces lignes n'est pas assuré le premier samedi d'octobre (Nuit Blanche, sauf exception) et le 31 décembre (Réveillon de la Saint-Sylvestre). Le 21 juin (Fête de la Musique), les lignes N01 et N02 assurent le service mais subissent de fortes déviations.
| Ligne | Caractéristiques | Caractéristiques                                          | Caractéristiques                                          | Caractéristiques                                          | Caractéristiques                                                         | Caractéristiques                                          | Caractéristiques                                          | Caractéristiques                                          | Caractéristiques                                          |
| N01   | Circulaire intérieure | Circulaire intérieure                                     | Circulaire intérieure                                     | Circulaire intérieure                                     | Circulaire intérieure                                                    | Circulaire intérieure                                     | Circulaire intérieure                                     | Circulaire intérieure                                     | Circulaire intérieure                                     |
| N01   | (Circulaire) Gare de l'Est ⥋ via Musée d'Orsay et Trinité | (Circulaire) Gare de l'Est ⥋ via Musée d'Orsay et Trinité | (Circulaire) Gare de l'Est ⥋ via Musée d'Orsay et Trinité | (Circulaire) Gare de l'Est ⥋ via Musée d'Orsay et Trinité | (Circulaire) Gare de l'Est ⥋ via Musée d'Orsay et Trinité                | (Circulaire) Gare de l'Est ⥋ via Musée d'Orsay et Trinité | (Circulaire) Gare de l'Est ⥋ via Musée d'Orsay et Trinité | (Circulaire) Gare de l'Est ⥋ via Musée d'Orsay et Trinité | (Circulaire) Gare de l'Est ⥋ via Musée d'Orsay et Trinité |
| ----- | --- | --------------------------------------------------------- | --------------------------------------------------------- | --------------------------------------------------------- | ------------------------------------------------------------------------ | --------------------------------------------------------- | --------------------------------------------------------- | --------------------------------------------------------- | --------------------------------------------------------- |
| N01   | Ouverture / Fermeture 21 septembre 2005 / — | Longueur 19,180 km                                        | Durée 63 min                                              | Nb. d’arrêts 46                                           | Matériel Citelis 12 Urbanway 12 Hybride Lion's City Hybride Bluebus SE   | Jours de fonctionnement L, Ma, Me, J, V, S, D             | Jour / Soir / Nuit / Fêtes N / N / O / O                  | Voy. / an —                                               | Centre-bus Belliard Lagny Lebrun                          |
| N01   | Desserte : - Villes et lieux desservis : Paris (Place de Clichy, Pigalle, Cirque d'Hiver, Opéra Bastille, Hôpital d'instruction des armées du Val-de-Grâce, Hôpital Cochin, Abbaye de Port-Royal, École nationale supérieure des beaux-arts, Musée d'Orsay, Palais Bourbon, Esplanade des Invalides, Palais de la découverte, Grand Palais). - Stations et gares desservies : Gare de l'Est, République, Bastille, Gare de Lyon, Gare d'Austerlitz, Les Gobelins, Observatoire - Port-Royal, Gare Montparnasse, Saint-Germain-des-Prés, Invalides, Franklin D. Roosevelt, Gare Saint-Lazare, Liège, Place de Clichy et Barbès - Rochechouart. |                                                           |                                                           |                                                           |                                                                          |                                                           |                                                           |                                                           |                                                           |
| N01   | Autre : - Zones traversées : 1. - Arrêts non accessibles aux UFR : Gare de l'Est, Montparnasse - Rue de l'Arrivée, Trinité et Barbès-Rochechouart. - Particularités : La ligne fonctionne du lundi au vendredi de 0 h à 5 h 55 et les samedis, dimanches et fêtes de 23 h 45 à 6 h 20. Certains services n'effectuent pas la boucle complète. - Remplacement nocturne : Elle assure le remplacement nocturne des lignes de bus suivantes : - 32 entre Rond-Point des Champs-Élysées - Matignon et Trinité ; - 21 entre Trinité et Place de Clichy ; - 54 entre Place de Clichy à Gare de l'Est ; - 91 entre Gare de l'Est et Gare Montparnasse ; - 95 entre Gare Montparnasse et Pont du Carrousel - Quai Voltaire ; - 87 entre Pont du Carrousel - Quai Voltaire et Invalides ; - 93 entre Invalides et Rond-Point des Champs-Élysées - Matignon. - Date de dernière mise à jour : 25 avril 2023. |                                                           |                                                           |                                                           |                                                                          |                                                           |                                                           |                                                           |                                                           |
| N01   | Dernière actualisation : — |                                                           |                                                           |                                                           |                                                                          |                                                           |                                                           |                                                           |                                                           |
| N02   | Circulaire extérieure | Circulaire extérieure                                     | Circulaire extérieure                                     | Circulaire extérieure                                     | Circulaire extérieure                                                    | Circulaire extérieure                                     | Circulaire extérieure                                     | Circulaire extérieure                                     | Circulaire extérieure                                     |
| N02   | (Circulaire) Gare Montparnasse ⥋ via Europe et Solférino-Bellechasse |                                                           |                                                           |                                                           |                                                                          |                                                           |                                                           |                                                           |                                                           |
| N02   | Ouverture / Fermeture 21 septembre 2005 / — | Longueur 19,030 km                                        | Durée 60 min                                              | Nb. d’arrêts 47                                           | Matériel Urbanway 12 Hybride Lion's City Lion's City Hybride GX 337 ELEC | Jours de fonctionnement L, Ma, Me, J, V, S, D             | Jour / Soir / Nuit / Fêtes N / N / O / O                  | Voy. / an —                                               | Centre-bus Belliard Croix-Nivert Corentin                 |
| N02   | Desserte : - Villes et lieux desservis : Paris (Place de Clichy, Pigalle, Cirque d'Hiver, Opéra Bastille, Hôpital d'instruction des armées du Val-de-Grâce, Hôpital Cochin, Abbaye de Port-Royal, École nationale supérieure des beaux-arts, Musée d'Orsay, Palais Bourbon, Esplanade des Invalides, Palais de la découverte, Grand Palais). - Stations et gares desservies : Gare Montparnasse, Observatoire - Port-Royal, Les Gobelins, Gare d'Austerlitz, Gare de Lyon, Bastille, République, Gare de l'Est, Barbès - Rochechouart, Place de Clichy, Gare Saint-Lazare, Franklin D. Roosevelt, Invalides et Saint-Germain-des-Prés. |                                                           |                                                           |                                                           |                                                                          |                                                           |                                                           |                                                           |                                                           |
| N02   | Autre : - Zones traversées : 1. - Arrêts non accessibles aux UFR : Aucun. - Particularités : La ligne fonctionne du lundi au vendredi de 0 h 15 à 6 h 10 et les samedis, dimanches et fêtes de 23 h 45 à 6 h 35. Certains services n'effectuent pas la boucle complète. - Remplacement nocturne : Elle assure le remplacement nocturne des lignes de bus suivantes : - 91 entre Gare Montparnasse et Gare de l'Est ; - 54 entre Gare de l'Est et Place de Clichy ; - 21 entre Place de Clichy et Gare Saint-Lazare ; - 32 entre Gare Saint-Lazare et Saint-Philippe du Roule ; - 93 entre Saint-Philippe du Roule et Invalides. - 83 entre Invalides et Solferino Bellechasse. - 63 entre Assemblée Nationale et Saint-Germain-des-Prés. - 95 entre Saint-Germain-des-Prés et Gare Montparnasse. - Date de dernière mise à jour : 4 novembre 2022.                                                 |                                                           |                                                           |                                                           |                                                                          |                                                           |                                                           |                                                           |                                                           |
| N02   | Dernière actualisation : — |                                                           |                                                           |                                                           |                                                                          |                                                           |                                                           |                                                           |                                                           |

### Lignes N10 à N19
Pour des raisons de sécurité, le service de ces lignes n'est pas assuré le 21 juin (Fête de la Musique), le premier samedi d'octobre (Nuit Blanche) et le 31 décembre (Réveillon de la Saint-Sylvestre).
| Ligne | Caractéristiques | Caractéristiques                                                   | Caractéristiques                                                   | Caractéristiques                                                   | Caractéristiques                                                                        | Caractéristiques                                                   | Caractéristiques                                                   | Caractéristiques                                                   | Caractéristiques                                                   |
| N11   | Pont de Neuilly ⥋ Château de Vincennes | Pont de Neuilly ⥋ Château de Vincennes                             | Pont de Neuilly ⥋ Château de Vincennes                             | Pont de Neuilly ⥋ Château de Vincennes                             | Pont de Neuilly ⥋ Château de Vincennes                                                  | Pont de Neuilly ⥋ Château de Vincennes                             | Pont de Neuilly ⥋ Château de Vincennes                             | Pont de Neuilly ⥋ Château de Vincennes                             | Pont de Neuilly ⥋ Château de Vincennes                             |
| ----- | --- | ------------------------------------------------------------------ | ------------------------------------------------------------------ | ------------------------------------------------------------------ | --------------------------------------------------------------------------------------- | ------------------------------------------------------------------ | ------------------------------------------------------------------ | ------------------------------------------------------------------ | ------------------------------------------------------------------ |
| N11   | Ouverture / Fermeture 21 septembre 2005 / — | Longueur 16,135 km                                                 | Durée 50 min                                                       | Nb. d’arrêts 45/46                                                 | Matériel Citelis 12 GX 337 hybride                                                      | Jours de fonctionnement L, Ma, Me, J, V, S, D                      | Jour / Soir / Nuit / Fêtes N / N / O / O                           | Voy. / an —                                                        | Centre-bus Charlebourg Bords de Marne Saint-Maur                   |
| N11   | Desserte : - Villes et lieux desservis : Neuilly-sur-Seine, Paris (Porte de Vincennes), Saint-Mandé et Vincennes. - Stations et gares desservies : Pont de Neuilly, Porte Maillot, Charles de Gaulle - Étoile, Franklin D. Roosevelt, Louvre - Rivoli, Châtelet, Bastille, Gare de Lyon, Nation, Porte de Vincennes (T3a et T3b) et Château de Vincennes. |                                                                    |                                                                    |                                                                    |                                                                                         |                                                                    |                                                                    |                                                                    |                                                                    |
| N11   | Autre : - Zones traversées : 1 et 2. - Arrêts non accessibles aux UFR : Maurice Barrès, Les Graviers, Les Sablons, Marché, Porte Maillot-Neuilly, Porte Maillot-Palais des Congrès, Pyramides - Tuileries, Rivoli - Pont Neuf, Châtelet, Hôtel de Ville vers Château de Vincennes, Rue de Jouy, Birague vers Pont de Neuilly, Saint-Mandé - Tourelle, Aubert, Bérault - Métro et Saint Louis. - Particularités : - La ligne fonctionne tous les jours de 0 h 40 à 6 h 10. - Entre Pont de Neuilly et Châtelet, la ligne fait doublon avec le N24 ; entre Aubert (Carrefour situé à la limite de Saint-Mandé et Vincennes) et Château de Vincennes, la ligne fait également doublon avec le N33. - La ligne est exploitée par le centre-bus de Saint-Maur les samedis et dimanches uniquement. - Remplacement nocturne : Elle assure le remplacement nocturne de la ligne 1 du métro entre Pont de Neuilly et Château de Vincennes. - Date de dernière mise à jour : 24 juillet 2025. |                                                                    |                                                                    |                                                                    |                                                                                         |                                                                    |                                                                    |                                                                    |                                                                    |
| N11   | Dernière actualisation : — |                                                                    |                                                                    |                                                                    |                                                                                         |                                                                    |                                                                    |                                                                    |                                                                    |
| N12   | Pont de Sèvres ⥋ Romainville — Carnot | Pont de Sèvres ⥋ Romainville — Carnot                              | Pont de Sèvres ⥋ Romainville — Carnot                              | Pont de Sèvres ⥋ Romainville — Carnot                              | Pont de Sèvres ⥋ Romainville — Carnot                                                   | Pont de Sèvres ⥋ Romainville — Carnot                              | Pont de Sèvres ⥋ Romainville — Carnot                              | Pont de Sèvres ⥋ Romainville — Carnot                              | Pont de Sèvres ⥋ Romainville — Carnot                              |
| N12   | Ouverture / Fermeture 21 septembre 2005 / — | Longueur 20,295 km                                                 | Durée 66 min                                                       | Nb. d’arrêts 55                                                    | Matériel Citelis 12 GX 337 ELEC GX 337 hybride                                          | Jours de fonctionnement L, Ma, Me, J, V, S, D                      | Jour / Soir / Nuit / Fêtes N / N / O / O                           | Voy. / an —                                                        | Centre-bus Les Lilas Point du Jour                                 |
| N12   | Desserte : - Villes et lieux desservis : Boulogne-Billancourt, Paris, Les Lilas, Bagnolet et Romainville. - Stations et gares desservies : Pont de Sèvres, Porte de Saint-Cloud, Gare Montparnasse, Saint-Germain-des-Prés, Châtelet, République, Belleville, Porte des Lilas, Mairie des Lilas, Serge Gainsbourg et Romainville - Carnot. |                                                                    |                                                                    |                                                                    |                                                                                         |                                                                    |                                                                    |                                                                    |                                                                    |
| N12   | Autre : - Zones traversées : 1 à 3. - Arrêts non accessibles aux UFR : — - Particularités : - La ligne fonctionne du lundi au vendredi de 0 h 30 à 6 h 15 et les samedis, dimanches et fêtes de 0 h 15 à 6 h 20. Certains services n'effectuent pas la ligne complète. - Entre Pont de Sèvres et Gare Montparnasse, la ligne fait doublon avec le N61 ; entre Châtelet et Romainville - Carnot, la ligne fait également doublon avec le N23. - Remplacement nocturne : Elle assure le remplacement nocturne des lignes suivantes : - la ligne 9 du métro entre Pont de Sèvres et Porte de Saint-Cloud ; - la ligne 10 du métro entre Pont Mirabeau et Avenue Émile Zola ; - la ligne 6 du métro entre Cambronne et Gare Montparnasse ; - la ligne 4 du métro entre Gare Montparnasse et Châtelet ; - la ligne 11 du métro entre Châtelet et Romainville - Carnot. - Date de dernière mise à jour : 27 juillet 2024. |                                                                    |                                                                    |                                                                    |                                                                                         |                                                                    |                                                                    |                                                                    |                                                                    |
| N12   | Dernière actualisation : — |                                                                    |                                                                    |                                                                    |                                                                                         |                                                                    |                                                                    |                                                                    |                                                                    |
| N13   | Mairie d'Issy ⥋ Bobigny - Pablo Picasso | Mairie d'Issy ⥋ Bobigny - Pablo Picasso                            | Mairie d'Issy ⥋ Bobigny - Pablo Picasso                            | Mairie d'Issy ⥋ Bobigny - Pablo Picasso                            | Mairie d'Issy ⥋ Bobigny - Pablo Picasso                                                 | Mairie d'Issy ⥋ Bobigny - Pablo Picasso                            | Mairie d'Issy ⥋ Bobigny - Pablo Picasso                            | Mairie d'Issy ⥋ Bobigny - Pablo Picasso                            | Mairie d'Issy ⥋ Bobigny - Pablo Picasso                            |
| N13   | Ouverture / Fermeture 21 septembre 2005 / — | Longueur 20,905 km                                                 | Durée 69 min                                                       | Nb. d’arrêts 56/60                                                 | Matériel Citelis 12 Citelis Line Lion's City Hybride Citaro Facelift                    | Jours de fonctionnement L, Ma, Me, J, V, S, D                      | Jour / Soir / Nuit / Fêtes N / N / O / O                           | Voy. / an —                                                        | Centre-bus Malakoff Flandre Fontenay                               |
| N13   | Desserte : - Villes et lieux desservis : Issy-les-Moulineaux, Paris, Pantin et Bobigny. - Stations et gares desservies : Balard, Porte de Versailles, Sèvres - Lecourbe, Pasteur, Gare Montparnasse, Châtelet, Gare de l'Est, Porte de Pantin (T3b), Gare de Pantin, Escadrille Normandie-Niémen (T1) et Bobigny - Pablo Picasso (T1). |                                                                    |                                                                    |                                                                    |                                                                                         |                                                                    |                                                                    |                                                                    |                                                                    |
| N13   | Autre : - Zones traversées : 1 à 3. - Arrêts non accessibles aux UFR : — - Particularités : - La ligne fonctionne du lundi au vendredi de 23 h 35 à 7 h 11 et les samedis, dimanches et fêtes jusqu'à 7 h 27. - Entre Victor Hugo et Gare Montparnasse, la ligne fait doublon avec le N62 ; entre Gare de l'Est et Bobigny - Pablo Picasso, la ligne fait également doublon avec le N41. - Remplacement nocturne : Elle assure le remplacement nocturne des lignes suivantes : - la ligne 12 du métro entre Mairie d'Issy et Gare Montparnasse ; - la ligne 4 du métro entre Gare Montparnasse et Gare de l'Est ; - la ligne 5 du métro entre Jaurès et Hoche ; - la ligne de bus 151 entre Porte de Pantin et Escadrille Normandie-Niémen - Jaurès ; - les lignes de bus 146 et 148 entre Escadrille Normandie-Niémen - Jaurès et Bobigny - Pablo Picasso . La ligne est exploitée par le centre-bus de Fontenay les samedis et dimanches uniquement. - Date de dernière mise à jour : 29 mars 2022. |                                                                    |                                                                    |                                                                    |                                                                                         |                                                                    |                                                                    |                                                                    |                                                                    |
| N13   | Dernière actualisation : — |                                                                    |                                                                    |                                                                    |                                                                                         |                                                                    |                                                                    |                                                                    |                                                                    |
| N14   | Mairie de Saint-Ouen - République ⥋ La Croix de Berny RER | Mairie de Saint-Ouen - République ⥋ La Croix de Berny RER          | Mairie de Saint-Ouen - République ⥋ La Croix de Berny RER          | Mairie de Saint-Ouen - République ⥋ La Croix de Berny RER          | Mairie de Saint-Ouen - République ⥋ La Croix de Berny RER                               | Mairie de Saint-Ouen - République ⥋ La Croix de Berny RER          | Mairie de Saint-Ouen - République ⥋ La Croix de Berny RER          | Mairie de Saint-Ouen - République ⥋ La Croix de Berny RER          | Mairie de Saint-Ouen - République ⥋ La Croix de Berny RER          |
| N14   | Ouverture / Fermeture 21 septembre 2005 / — | Longueur 17,380 km                                                 | Durée 80 min                                                       | Nb. d’arrêts 51                                                    | Matériel Urbanway 12 Hybride Lion's City Hybride Lion's City GX 337 ELEC GX 337 hybride | Jours de fonctionnement L, Ma, Me, J, V, S, D                      | Jour / Soir / Nuit / Fêtes N / N / O / O                           | Voy. / an —                                                        | Centre-bus Corentin Pleyel Saint-Denis                             |
| N14   | Desserte : - Villes et lieux desservis : Saint-Ouen-sur-Seine, Paris, Montrouge, Arcueil, Bagneux, Cachan, Bourg-la-Reine, Sceaux, Antony. - Stations et gares desservies : Mairie de Saint-Ouen (M13 et M14), Garibaldi (M13), Angélique Compoint (T3b), Porte de Clignancourt (M4 et T3b), Simplon (M4), Marcadet - Poissonniers (M4 et M12), Château Rouge (M4), Barbès - Rochechouart (M2 et M4), Gare de Paris-Nord (RER B, RER D, RER E, Ligne H et Ligne K), Gare du Nord (M4 et M5), Gare de Paris-Est (Ligne P), Gare de l'Est (M4, M5 et M7), Château d'Eau (M4), Strasbourg - Saint-Denis (M4, M8 et M9), Réaumur - Sébastopol (M3 et M4), Arts et Métiers (M3 et M11), Étienne Marcel (M4), Rambuteau (M11 depuis l’arrêt Grenier Saint-Lazare - Quartier de l’Horloge), Gare de Châtelet - Les Halles (RER A, RER B et RER D), Châtelet (M1, M4, M7, M11 et M14), Cité (M4), Gare de Saint-Michel - Notre-Dame (RER B et RER C), Saint-Michel (M4), Cluny - La Sorbonne (M10), Gare de Luxembourg et Gare de Port-Royal (RER B), Gare de Denfert-Rochereau (RER B, M4, M6 et OrlyBus), Mouton-Duvernet et Alésia (M4), Porte d'Orléans (M4 et T3a), Bagneux - Lucie Aubrac (M4), Gare de Bagneux et Gare de Bourg-la-Reine (RER B), Gare du Parc de Sceaux (RER B depuis l’arrêt La Fontaine), Gare de La Croix de Berny (RER B, T10 et Tvm). |                                                                    |                                                                    |                                                                    |                                                                                         |                                                                    |                                                                    |                                                                    |                                                                    |
| N14   | Autre : - Zones traversées : 1 à 3. - Arrêts non accessibles aux UFR : — - Particularités : - La ligne fonctionne du lundi au vendredi de 23 h 25 à 6 h 35 et les samedis, dimanches et fêtes à partir de 23 h 55. Certains services n'effectuent pas la ligne complète. - Entre Châtelet et Vache Noire puis de Bourg-la-Reine RER à Général de Gaulle-Croix de Berny, la ligne fait doublon avec le N21 ; entre Mairie de Saint-Ouen-République et Gare de l'Est, la ligne fait également doublon avec le N44. - Remplacement nocturne : Elle assure le remplacement nocturne des lignes suivantes : - le RER B entre Gare du Nord et Croix de Berny ; - la ligne 13 du métro entre Mairie de Saint-Ouen et Garibaldi ; - la ligne 4 du métro entre Porte de Clignancourt et Bagneux - Lucie Aubrac ; - la ligne de bus 197 entre Porte d'Orléans et Général de Gaulle - Croix de Berny. - Date de dernière mise à jour : 4 septembre 2023. |                                                                    |                                                                    |                                                                    |                                                                                         |                                                                    |                                                                    |                                                                    |                                                                    |
| N14   | Dernière actualisation : — |                                                                    |                                                                    |                                                                    |                                                                                         |                                                                    |                                                                    |                                                                    |                                                                    |
| N15   | Asnières - Gennevilliers - Gabriel Péri ⥋ Villejuif - Louis Aragon | Asnières - Gennevilliers - Gabriel Péri ⥋ Villejuif - Louis Aragon | Asnières - Gennevilliers - Gabriel Péri ⥋ Villejuif - Louis Aragon | Asnières - Gennevilliers - Gabriel Péri ⥋ Villejuif - Louis Aragon | Asnières - Gennevilliers - Gabriel Péri ⥋ Villejuif - Louis Aragon                      | Asnières - Gennevilliers - Gabriel Péri ⥋ Villejuif - Louis Aragon | Asnières - Gennevilliers - Gabriel Péri ⥋ Villejuif - Louis Aragon | Asnières - Gennevilliers - Gabriel Péri ⥋ Villejuif - Louis Aragon | Asnières - Gennevilliers - Gabriel Péri ⥋ Villejuif - Louis Aragon |
| N15   | Ouverture / Fermeture 21 septembre 2005 / — | Longueur 18,360 km                                                 | Durée 63 min                                                       | Nb. d’arrêts 54/57                                                 | Matériel Lion's City Lion's City Hybride Urbanway 12 Hybride                            | Jours de fonctionnement L, Ma, Me, J, V, S, D                      | Jour / Soir / Nuit / Fêtes N / N / O / O                           | Voy. / an —                                                        | Centre-bus Ivry Belliard                                           |
| N15   | Desserte : - Villes et lieux desservis : Asnières-sur-Seine, Clichy, Paris, Le Kremlin-Bicêtre et Villejuif. - Stations et gares desservies : Gabriel Péri, Mairie de Clichy, Porte de Clichy, Place de Clichy, Gare Saint-Lazare, Quatre-Septembre, Grands Boulevards, Châtelet, Les Gobelins, Place d'Italie, Porte d'Italie, Le Kremlin-Bicêtre et Villejuif - Louis Aragon. |                                                                    |                                                                    |                                                                    |                                                                                         |                                                                    |                                                                    |                                                                    |                                                                    |
| N15   | Autre : - Zones traversées : 1 à 3. - Arrêts non accessibles aux UFR : — - Particularités : - La ligne fonctionne du lundi au vendredi de 23 h 58 à 6 h 30 et les samedis, dimanches et fêtes jusqu'à 6 h 35. Certains services n'effectuent pas la ligne complète. - Entre Asnières - Gennevilliers - Gabriel Péri et Gare Saint-Lazare, la ligne fait doublon avec le N51, entre Gare Saint-Lazare et Châtelet, la ligne fait doublon avec le N16 et entre Châtelet et Villejuif - Louis Aragon, la ligne fait doublon avec le N22. - Remplacement nocturne : Elle assure le remplacement nocturne des lignes suivantes : - la ligne 13 du métro entre Asnières - Gennevilliers - Gabriel Péri et Gare Saint-Lazare ; - la ligne 7 du métro entre Opéra et Villejuif - Louis Aragon. - Date de dernière mise à jour : 29 mars 2022. |                                                                    |                                                                    |                                                                    |                                                                                         |                                                                    |                                                                    |                                                                    |                                                                    |
| N15   | Dernière actualisation : — |                                                                    |                                                                    |                                                                    |                                                                                         |                                                                    |                                                                    |                                                                    |                                                                    |
| N16   | Pont de Levallois ⥋ Mairie de Montreuil - Rouget de Lisle | Pont de Levallois ⥋ Mairie de Montreuil - Rouget de Lisle          | Pont de Levallois ⥋ Mairie de Montreuil - Rouget de Lisle          | Pont de Levallois ⥋ Mairie de Montreuil - Rouget de Lisle          | Pont de Levallois ⥋ Mairie de Montreuil - Rouget de Lisle                               | Pont de Levallois ⥋ Mairie de Montreuil - Rouget de Lisle          | Pont de Levallois ⥋ Mairie de Montreuil - Rouget de Lisle          | Pont de Levallois ⥋ Mairie de Montreuil - Rouget de Lisle          | Pont de Levallois ⥋ Mairie de Montreuil - Rouget de Lisle          |
| N16   | Ouverture / Fermeture 21 septembre 2005 / — | Longueur 19,995 km                                                 | Durée 64 min                                                       | Nb. d’arrêts 49/54                                                 | Matériel Citelis 12 Bluebus SE Urbanway 12 Hybride Lion's City                          | Jours de fonctionnement L, Ma, Me, J, V, S, D                      | Jour / Soir / Nuit / Fêtes N / N / O / O                           | Voy. / an —                                                        | Centre-bus Lagny Asnières                                          |
| N16   | Desserte : - Villes et lieux desservis : Levallois-Perret, Paris, Bagnolet et Montreuil. - Stations et gares desservies : Pont de Levallois - Bécon, Porte de Champerret, Gare Saint-Lazare, Quatre-Septembre, Grands Boulevards, Châtelet, Bastille, Gare de Lyon, Père Lachaise, Porte de Bagnolet et Mairie de Montreuil. |                                                                    |                                                                    |                                                                    |                                                                                         |                                                                    |                                                                    |                                                                    |                                                                    |
| N16   | Autre : - Zones traversées : 1 à 3. - Arrêts non accessibles aux UFR : Picasso, Mairie de Levallois, Square Saint Odile, Porte de Champerret, Pereire-Villiers, Auber et Villiers, Villiers, Auber vers Pont de Levallois, Chatelet vers Montreuil, Académie du Climat, Rue de Jouy, Birargue vers Pont de Levallois, Mûriers et Martin Nadaud vers Montreuil, Gambetta. - Particularités : - La ligne fonctionne du lundi au vendredi de 0 h 30 à 6 h 15 et les samedis, dimanches et fêtes jusqu'à 6 h 25. Certains services n'effectuent pas la ligne complète. - Entre Pont de Levallois et Gare Saint-Lazare, la ligne fait doublon avec le N52, entre Gare Saint-Lazare et Châtelet, la ligne fait doublon avec le N15 et entre Gare de Lyon et Mairie de Montreuil, la ligne fait doublon avec le N34. - Remplacement nocturne : Elle assure le remplacement nocturne des lignes suivantes : - la ligne 3 du métro entre Pont de Levallois et Bourse et entre Roquette - Père Lachaise et Porte de Bagnolet ; - la ligne 11 du métro entre Réaumur - Montmartre et Châtelet ; - la ligne 1 du métro entre Louvre Rivoli et Gare de Lyon ; - la ligne 9 du métro entre Croix de Chavaux et Mairie de Montreuil - Rouget de Lisle. - Date de dernière mise à jour : 22 juin 2024.                                                                     |                                                                    |                                                                    |                                                                    |                                                                                         |                                                                    |                                                                    |                                                                    |                                                                    |
| N16   | Dernière actualisation : — |                                                                    |                                                                    |                                                                    |                                                                                         |                                                                    |                                                                    |                                                                    |                                                                    |

### Lignes N20 à N29
| Ligne | Caractéristiques | Caractéristiques                 | Caractéristiques                 | Caractéristiques                 | Caractéristiques                                                             | Caractéristiques                              | Caractéristiques                         | Caractéristiques                 | Caractéristiques                 |
| N21   | Châtelet ⥋ Hôpital de Longjumeau | Châtelet ⥋ Hôpital de Longjumeau | Châtelet ⥋ Hôpital de Longjumeau | Châtelet ⥋ Hôpital de Longjumeau | Châtelet ⥋ Hôpital de Longjumeau                                             | Châtelet ⥋ Hôpital de Longjumeau              | Châtelet ⥋ Hôpital de Longjumeau         | Châtelet ⥋ Hôpital de Longjumeau | Châtelet ⥋ Hôpital de Longjumeau |
| ----- | --- | -------------------------------- | -------------------------------- | -------------------------------- | ---------------------------------------------------------------------------- | --------------------------------------------- | ---------------------------------------- | -------------------------------- | -------------------------------- |
| N21   | Ouverture / Fermeture 21 septembre 2005 / — | Longueur 17,897 km               | Durée 75 min                     | Nb. d’arrêts 65/66               | Matériel Urbanway 12 GNV GX 337 ELEC Bluebus 12 Facelift Urbanway 12 Hybride | Jours de fonctionnement L, Ma, Me, J, V, S, D | Jour / Soir / Nuit / Fêtes N / N / O / O | Voy. / an —                      | Centre-bus Massy Corentin        |
| N21   | Desserte : - Villes et lieux desservis : Paris, Montrouge, Arcueil, Cachan (Mairie), L'Haÿ-les-Roses (Église, Sous-Préfecture, Roseraie, Rue des Jardins), Bourg-la-Reine, Antony (Fernand Fenzy, Morteau, Mounié - Division Leclerc, Pont d'Antony), Massy, Chilly-Mazarin et Longjumeau. - Stations et gares desservies : Gare de Châtelet - Les Halles (RER A, RER B et RER D), Châtelet (M1, M4, M7, M11 et M14), Hôtel de Ville (M1 et M11), Cité (M4), Gare de Saint-Michel - Notre-Dame (RER B et RER C), Saint-Michel (M4), Cluny - La Sorbonne (M10), Gare de Luxembourg et Gare de Port-Royal (RER B), Gare de Denfert-Rochereau (RER B, M4, M6 et OrlyBus), Mouton-Duvernet et Alésia (M4), Porte d'Orléans (M4 et T3a), Gare de Laplace et Gare de Bourg-la-Reine (RER B), Gare du Parc de Sceaux (RER B depuis l'arrêt La Fontaine), Berny - Raymond Aron (Tvm depuis l’arrêt Général de Gaulle - Croix de Berny). |                                  |                                  |                                  |                                                                              |                                               |                                          |                                  |                                  |
| N21   | Autre : - Zones traversées : 1 à 4. - Arrêts non accessibles aux UFR : — - Particularités : - La ligne fonctionne tous les jours de 23 h 40 à 5 h 37. Certains services n'effectuent pas la ligne complète. - Le 21 juin, le premier samedi d'octobre (sauf exception) et le 31 décembre : Gare Montparnasse ↔ Longjumeau - Hôpital. - Date de dernière mise à jour : 4 septembre 2023. |                                  |                                  |                                  |                                                                              |                                               |                                          |                                  |                                  |
| N21   | Dernière actualisation : — |                                  |                                  |                                  |                                                                              |                                               |                                          |                                  |                                  |
| N22   | Châtelet ⥋ Juvisy RER | Châtelet ⥋ Juvisy RER            | Châtelet ⥋ Juvisy RER            | Châtelet ⥋ Juvisy RER            | Châtelet ⥋ Juvisy RER                                                        | Châtelet ⥋ Juvisy RER                         | Châtelet ⥋ Juvisy RER                    | Châtelet ⥋ Juvisy RER            | Châtelet ⥋ Juvisy RER            |
| N22   | Ouverture / Fermeture 21 septembre 2005 / — | Longueur 18,231 km               | Durée 77 min                     | Nb. d’arrêts 73                  | Matériel Lion's City GNV                                                     | Jours de fonctionnement L, Ma, Me, J, V, S, D | Jour / Soir / Nuit / Fêtes N / N / O / O | Voy. / an —                      | Centre-bus Thiais                |
| N22   | Desserte : - Villes et lieux desservis : Paris, Le Kremlin-Bicêtre, Villejuif, Vitry-sur-Seine, Thiais, Chevilly-Larue (Rungis - Marché international), Orly, Paray-Vieille-Poste (Aéroport de Paris-Orly - Terminal 4), Athis-Mons (Centre commercial) et Juvisy-sur-Orge (Observatoire, Hôpital, Gare). - Stations et gares desservies : Châtelet, Les Gobelins, Place d'Italie, Porte d'Italie, Le Kremlin-Bicêtre, Villejuif - Louis Aragon, Lamartine, Domaine Chérioux, Moulin Vert, Bretagne, Auguste Perret et Chevilly-Larue (T7), Marché international de Rungis (Tvm), Gare du Pont de Rungis - Aéroport d'Orly, Caroline Aigle et Cœur d'Orly (T7), Orly 4 (Orlyval), Aéroport d'Orly et Athis-Mons - Porte de l'Essonne (T7) et Gare de Juvisy. |                                  |                                  |                                  |                                                                              |                                               |                                          |                                  |                                  |
| N22   | Autre : - Zones traversées : 1 à 4. - Arrêts non accessibles aux UFR : — - Particularités : - La ligne fonctionne tous les jours de 23 h 35 à 6 h 35. Certains services n'effectuent pas la ligne complète. - Entre Châtelet et Villejuif - Louis Aragon, la ligne fait doublon avec le N15 ; entre Auguste Perret et Aéroport d'Orly - Terminal 4, la ligne fait également doublon avec le N31 - Le 31 décembre : Place d'Italie ↔ Juvisy RER - Le 21 juin et le premier samedi d'octobre (sauf exception) : Gare de Lyon ou Place d'Italie ↔ Juvisy RER - Depuis l'achèvement des travaux de rénovation (fin novembre 2019) de la gare routière jouxtant la gare de Juvisy, la ligne retrouve son terminus originel à Juvisy RER. - Date de dernière mise à jour : 9 mars 2023. |                                  |                                  |                                  |                                                                              |                                               |                                          |                                  |                                  |
| N22   | Dernière actualisation : — |                                  |                                  |                                  |                                                                              |                                               |                                          |                                  |                                  |
| N23   | Châtelet ⥋ Chelles - Gournay RER | Châtelet ⥋ Chelles - Gournay RER | Châtelet ⥋ Chelles - Gournay RER | Châtelet ⥋ Chelles - Gournay RER | Châtelet ⥋ Chelles - Gournay RER                                             | Châtelet ⥋ Chelles - Gournay RER              | Châtelet ⥋ Chelles - Gournay RER         | Châtelet ⥋ Chelles - Gournay RER | Châtelet ⥋ Chelles - Gournay RER |
| N23   | Ouverture / Fermeture 21 septembre 2005 / — | Longueur 21,580 km               | Durée 65 min                     | Nb. d’arrêts 52                  | Matériel Urbanway 12 GX 337 SE                                               | Jours de fonctionnement L, Ma, Me, J, V, S, D | Jour / Soir / Nuit / Fêtes N / N / O / O | Voy. / an —                      | Centre-bus Les Lilas             |
| N23   | Desserte : - Villes et lieux desservis : Paris, Les Lilas, Bagnolet, Romainville, Noisy-le-Sec, Rosny-sous-Bois (Rosny 2), Villemomble (Cimetière, Château), Gagny et Chelles. - Stations et gares desservies : Châtelet, Gare de Châtelet - Les Halles, République, Belleville, Porte des Lilas, Mairie des Lilas, Serge Gainsbourg, Romainville - Carnot, Gare de Gagny et Gare de Chelles - Gournay. |                                  |                                  |                                  |                                                                              |                                               |                                          |                                  |                                  |
| N23   | Autre : - Zones traversées : 1 à 4. - Arrêts non accessibles aux UFR : — - Particularités : - La ligne fonctionne du lundi au vendredi de 23 h 46 à 6 h 11 et les samedis, dimanches et fêtes de 0 h 1 à 6 h 16. Certains services n'effectuent pas la ligne complète. - Entre Châtelet et Romainville - Carnot, la ligne fait doublon avec le N12. - Le 21 juin, le premier samedi d'octobre (sauf exception) et le 31 décembre : Gare de l'Est ↔ Chelles - Gournay RER - Date de dernière mise à jour : 27 juillet 2024. |                                  |                                  |                                  |                                                                              |                                               |                                          |                                  |                                  |
| N23   | Dernière actualisation : — |                                  |                                  |                                  |                                                                              |                                               |                                          |                                  |                                  |
| N24   | Sartrouville RER ⥋ Châtelet | Sartrouville RER ⥋ Châtelet      | Sartrouville RER ⥋ Châtelet      | Sartrouville RER ⥋ Châtelet      | Sartrouville RER ⥋ Châtelet                                                  | Sartrouville RER ⥋ Châtelet                   | Sartrouville RER ⥋ Châtelet              | Sartrouville RER ⥋ Châtelet      | Sartrouville RER ⥋ Châtelet      |
| N24   | Ouverture / Fermeture 21 septembre 2005 / — | Longueur — km                    | Durée 65 min                     | Nb. d’arrêts 67                  | Matériel Citelis 12 GX337 Hybride Citelis 12 Hybride                         | Jours de fonctionnement L, Ma, Me, J, V, S, D | Jour / Soir / Nuit / Fêtes N / N / O / O | Voy. / an —                      | Centre-bus Charlebourg           |
| N24   | Desserte : - Villes et lieux desservis : Sartrouville (Gare), Bezons, Colombes, La Garenne-Colombes, Courbevoie, Puteaux, Neuilly-sur-Seine et Paris. - Stations et gares desservies : Pont de Bezons, Parc Pierre Lagravère, Victor Basch, La Garenne-Colombes - Charlebourg, Les Fauvelles et Faubourg de l'Arche (T2), Gare de la Défense, Pont de Neuilly, Porte Maillot, Gare de Neuilly - Porte Maillot, Charles de Gaulle - Étoile, Franklin D. Roosevelt, Louvre - Rivoli, Palais-Royal - Musée du Louvre, Pont-Neuf et Châtelet. |                                  |                                  |                                  |                                                                              |                                               |                                          |                                  |                                  |
| N24   | Autre : - Zones traversées : 1 à 4. - Arrêts non accessibles aux UFR :Maurice Barrès, Les Graviers, Les Sablons, Marché, Pyramides - Tuileries, Louvre - Rivoli. - Particularités : - La ligne fonctionne du lundi au vendredi de 23 h 50 à 6 h 15 et les samedis, dimanches et fêtes de 23 h 50 à 6 h 45. Certains services n'effectuent pas la ligne complète. - Entre Pont de Neuilly et Châtelet, la ligne fait doublon avec le N11. - Le 21 juin, le premier samedi d'octobre (sauf exception) et le 31 décembre : Sartrouville RER ↔ Gare Saint-Lazare. - Date de dernière mise à jour : 22 juin 2024. |                                  |                                  |                                  |                                                                              |                                               |                                          |                                  |                                  |
| N24   | Dernière actualisation : — |                                  |                                  |                                  |                                                                              |                                               |                                          |                                  |                                  |

### Lignes N30 à N39
| Ligne | Caractéristiques | Caractéristiques                                                             | Caractéristiques                                                             | Caractéristiques                                                             | Caractéristiques                                                             | Caractéristiques                                                             | Caractéristiques                                                             | Caractéristiques                                                             | Caractéristiques                                                             |
| N31   | Gare de Lyon ⥋ Aéroport d'Orly - Terminal 4 | Gare de Lyon ⥋ Aéroport d'Orly - Terminal 4                                  | Gare de Lyon ⥋ Aéroport d'Orly - Terminal 4                                  | Gare de Lyon ⥋ Aéroport d'Orly - Terminal 4                                  | Gare de Lyon ⥋ Aéroport d'Orly - Terminal 4                                  | Gare de Lyon ⥋ Aéroport d'Orly - Terminal 4                                  | Gare de Lyon ⥋ Aéroport d'Orly - Terminal 4                                  | Gare de Lyon ⥋ Aéroport d'Orly - Terminal 4                                  | Gare de Lyon ⥋ Aéroport d'Orly - Terminal 4                                  |
| ----- | --- | ---------------------------------------------------------------------------- | ---------------------------------------------------------------------------- | ---------------------------------------------------------------------------- | ---------------------------------------------------------------------------- | ---------------------------------------------------------------------------- | ---------------------------------------------------------------------------- | ---------------------------------------------------------------------------- | ---------------------------------------------------------------------------- |
| N31   | Ouverture / Fermeture 21 septembre 2005 / — | Longueur 13,467 km                                                           | Durée 75 min                                                                 | Nb. d’arrêts 60/61                                                           | Matériel Citaro C2                                                           | Jours de fonctionnement L, Ma, Me, J, V, S, D                                | Jour / Soir / Nuit / Fêtes N / N / O / O                                     | Voy. / an —                                                                  | Centre-bus Vitry                                                             |
| N31   | Desserte : - Villes et lieux desservis : Paris, Ivry-sur-Seine, Vitry-sur-Seine, Thiais, Choisy-le-Roi (Carrefour Rouget-de-Lisle), Orly (Mairie), Chevilly-Larue (Porte de Thiais) et Paray-Vieille-Poste (Aéroport d'Orly - Terminaux 1, 2, 3 et 4). - Stations et gares desservies : Gare de Lyon, Quai de la Rapée, Gare d'Austerlitz, Place d'Italie, Nationale, Maryse Bastié (T3a) (depuis l'arrêt Porte de Vitry), Porte d'Ivry, Porte de Choisy, Châteaudun - Barbès (T9), Cimetière Parisien d'Ivry (T9), La Briqueterie (T9), Germaine Tailleferre (T9), Beethoven - Concorde (T9), Musée MAC-VAL (T9), Mairie de Vitry-sur-Seine (T9), Camille Groult (T9), Constant Coquelin (T9), Watteau - Rondenay (T9), Trois Communes (T9), Verdun - Hoche (T9), Rouget de Lisle (T9, Tvm et 393), Carle - Darthé (T9), Four - Peary (T9), Orly - Gaston Viens (T9), Auguste Perret, Le Cor de Chasse (Tvm et T7), Porte de Thiais (T7), Caroline Aigle (T7), Cœur d'Orly (T7), Aéroport d'Orly (T7) et Orly 4 (Orlyval).                     |                                                                              |                                                                              |                                                                              |                                                                              |                                                                              |                                                                              |                                                                              |                                                                              |
| N31   | Autre : - Zones traversées : 1 à 4. - Arrêts non accessibles aux UFR : — - Particularités : - La ligne fonctionne du lundi au vendredi de 23 h 59 à 6 h 10 et les samedis, dimanches et fêtes de 23 h 40 à 6 h 34 Certains services n'effectuent pas la ligne complète. - Un bus toutes les 60 min entre Gare de Lyon et Mairie d'Orly. - Un bus toutes les 30 min entre Gare de Lyon et Aéroport d'Orly - Terminal 4. - Entre Alouettes et Porte de Thiais, la ligne fait doublon avec le N71 ; entre Auguste Perret et Aéroport d'Orly - Terminal 4, la ligne fait également doublon avec le N22. - Remplacement nocturne : Elle assure le remplacement nocturne des lignes suivantes : - la ligne 9 du tramway entre Porte de Choisy et Four - Peary ; - la ligne de bus 183 entre Robert Peary et Aéroport d'Orly 4. - Date de dernière mise à jour : 7 mars 2022. |                                                                              |                                                                              |                                                                              |                                                                              |                                                                              |                                                                              |                                                                              |                                                                              |
| N31   | Dernière actualisation : — |                                                                              |                                                                              |                                                                              |                                                                              |                                                                              |                                                                              |                                                                              |                                                                              |
| N32   | Gare de Lyon - Diderot ⥋ Boissy-Saint-Léger RER | Gare de Lyon - Diderot ⥋ Boissy-Saint-Léger RER                              | Gare de Lyon - Diderot ⥋ Boissy-Saint-Léger RER                              | Gare de Lyon - Diderot ⥋ Boissy-Saint-Léger RER                              | Gare de Lyon - Diderot ⥋ Boissy-Saint-Léger RER                              | Gare de Lyon - Diderot ⥋ Boissy-Saint-Léger RER                              | Gare de Lyon - Diderot ⥋ Boissy-Saint-Léger RER                              | Gare de Lyon - Diderot ⥋ Boissy-Saint-Léger RER                              | Gare de Lyon - Diderot ⥋ Boissy-Saint-Léger RER                              |
| N32   | Ouverture / Fermeture 21 septembre 2005 / — | Longueur 21,960 km                                                           | Durée 46 min                                                                 | Nb. d’arrêts 44                                                              | Matériel GX 337 GNV                                                          | Jours de fonctionnement L, Ma, Me, J, V, S, D                                | Jour / Soir / Nuit / Fêtes N / N / O / O                                     | Voy. / an —                                                                  | Centre-bus Créteil                                                           |
| N32   | Desserte : - Villes et lieux desservis : Paris 12e (Gare de Lyon, Gare de Bercy), Charenton-le-Pont, Maisons-Alfort, Créteil (Zone d'Activités du carrefour Pompadour, Centre hospitalier Henri Mondor), Bonneuil-sur-Marne (Zone d'Activités des Petits Carreaux), Sucy-en-Brie et Boissy-Saint-Léger. - Stations et gares desservies : Paris-Gare-de-Lyon, Gare de Bercy, École vétérinaire de Maisons-Alfort, Maisons-Alfort - Stade, Maisons-Alfort - Les Juilliottes, Créteil - Université, Pointe du Lac, Gare de Sucy - Bonneuil et Gare de Boissy-Saint-Léger. |                                                                              |                                                                              |                                                                              |                                                                              |                                                                              |                                                                              |                                                                              |                                                                              |
| N32   | Autre : - Zones traversées : 1 à 4. - Arrêts non accessibles aux UFR : — - Particularités : - La ligne fonctionne tous les jours de 0 h 5 à 6 h 6. Certains services n'effectuent pas la ligne complète. - La ligne N32 remplace la ligne 8 du métro entre École vétérinaire de Maisons-Alfort et Pointe du Lac et la desserte des deux dernières gares de la branche A2 du RER A. Elle est en tronc commun avec la ligne N35 entre Gare de Lyon-Diderot et Gare de Bercy puis entre Pont de Charenton et 8 Mai 1945. - Date de dernière mise à jour : 29 mars 2022. |                                                                              |                                                                              |                                                                              |                                                                              |                                                                              |                                                                              |                                                                              |                                                                              |
| N32   | Dernière actualisation : — |                                                                              |                                                                              |                                                                              |                                                                              |                                                                              |                                                                              |                                                                              |                                                                              |
| N33   | Gare de Lyon-Maison de la RATP ⥋ Villiers-sur-Marne - Le Plessis-Trévise RER | Gare de Lyon-Maison de la RATP ⥋ Villiers-sur-Marne - Le Plessis-Trévise RER | Gare de Lyon-Maison de la RATP ⥋ Villiers-sur-Marne - Le Plessis-Trévise RER | Gare de Lyon-Maison de la RATP ⥋ Villiers-sur-Marne - Le Plessis-Trévise RER | Gare de Lyon-Maison de la RATP ⥋ Villiers-sur-Marne - Le Plessis-Trévise RER | Gare de Lyon-Maison de la RATP ⥋ Villiers-sur-Marne - Le Plessis-Trévise RER | Gare de Lyon-Maison de la RATP ⥋ Villiers-sur-Marne - Le Plessis-Trévise RER | Gare de Lyon-Maison de la RATP ⥋ Villiers-sur-Marne - Le Plessis-Trévise RER | Gare de Lyon-Maison de la RATP ⥋ Villiers-sur-Marne - Le Plessis-Trévise RER |
| N33   | Ouverture / Fermeture 21 septembre 2005 / — | Longueur 20,155 km                                                           | Durée 48 min                                                                 | Nb. d’arrêts 38/40                                                           | Matériel Citelis 12 GX 337 Hybride GX 337 GNV Urbanway 12 GNV                | Jours de fonctionnement L, Ma, Me, J, V, S, D                                | Jour / Soir / Nuit / Fêtes N / N / O / O                                     | Voy. / an —                                                                  | Centre-bus Saint-Maur                                                        |
| N33   | Desserte : - Villes et lieux desservis : Paris, Saint-Mandé, Vincennes, Nogent-sur-Marne, Joinville-le-Pont, Champigny-sur-Marne et Villiers-sur-Marne. - Stations et gares desservies : Paris-Gare-de-Lyon, Château de Vincennes, Gare de Nogent-sur-Marne, Gare de Joinville-le-Pont et Gare de Villiers-sur-Marne - Le Plessis-Trévise. |                                                                              |                                                                              |                                                                              |                                                                              |                                                                              |                                                                              |                                                                              |                                                                              |
| N33   | Autre : - Zones traversées : 1 à 4. - Arrêts non accessibles aux UFR : — - Particularités : - La ligne fonctionne tous les jours de 23 h 55 à 6 h 10. Certains services n'effectuent pas la ligne complète. - Entre Gare de Lyon et Daumesnil - Diderot et entre Mairie de Saint Mandé et Château de Vincennes, la ligne fait doublon avec le N11. - Date de dernière mise à jour : 24 juillet 2025. |                                                                              |                                                                              |                                                                              |                                                                              |                                                                              |                                                                              |                                                                              |                                                                              |
| N33   | Dernière actualisation : — |                                                                              |                                                                              |                                                                              |                                                                              |                                                                              |                                                                              |                                                                              |                                                                              |
| N34   | Gare de Lyon - Diderot ⥋ Torcy RER | Gare de Lyon - Diderot ⥋ Torcy RER                                           | Gare de Lyon - Diderot ⥋ Torcy RER                                           | Gare de Lyon - Diderot ⥋ Torcy RER                                           | Gare de Lyon - Diderot ⥋ Torcy RER                                           | Gare de Lyon - Diderot ⥋ Torcy RER                                           | Gare de Lyon - Diderot ⥋ Torcy RER                                           | Gare de Lyon - Diderot ⥋ Torcy RER                                           | Gare de Lyon - Diderot ⥋ Torcy RER                                           |
| N34   | Ouverture / Fermeture 21 septembre 2005 / — | Longueur 33,830 km                                                           | Durée 87 min                                                                 | Nb. d’arrêts 81/85                                                           | Matériel Citelis 12 Urbanway 12 Hybride                                      | Jours de fonctionnement L, Ma, Me, J, V, S, D                                | Jour / Soir / Nuit / Fêtes N / N / O / O                                     | Voy. / an —                                                                  | Centre-bus Bords de Marne                                                    |
| N34   | Desserte : - Villes et lieux desservis : Paris, Bagnolet, Montreuil, Fontenay-sous-Bois, Le Perreux-sur-Marne, Neuilly-sur-Marne, Noisy-le-Grand, Gournay-sur-Marne, Champs-sur-Marne, Noisiel et Torcy. - Stations et gares desservies : Paris-Gare-de-Lyon, Ledru-Rollin, Voltaire, Père Lachaise, Gambetta, Porte de Bagnolet, Croix de Chavaux, Mairie de Montreuil, Gare du Val de Fontenay, Gare de Neuilly-Plaisance, Gare de Noisy-le-Grand-Mont d'Est et Gare de Torcy. |                                                                              |                                                                              |                                                                              |                                                                              |                                                                              |                                                                              |                                                                              |                                                                              |
| N34   | Autre : - Zones traversées : 1 à 5. - Arrêts non accessibles aux UFR : Saint-Maur - Sevran (vers Torcy), Folie-Regnault - Chemin Vert, Mûriers (vers Torcy), Martin Nadaud, Gambetta, Pelleport-Bretonneau, Pelleport (vers Gare de Lyon), Pelleport-Bagnolet, OFPRA - Val de Fontenay, Avron (vers Torcy), Jules Ferry (arrêt situé au Perreux-sur-Marne), Jouleau, Place de la Résistance (vers Gare de Lyon), Mairie de Noisy-le-Grand (vers Gare de Lyon), Place Churchill, Les Quatre Pavés, Jules Ferry (arrêt situé à Noisiel). - Particularités : - La ligne fonctionne du lundi au vendredi de 23 h 39 à 6 h 23 avec un bus toutes les 30 minutes et les week-ends de 23 h 44 à 6 h 23 avec un bus toutes les 20 minutes. Certains services n'effectuent pas la ligne complète. - Entre Gare de Lyon - Diderot et Mairie de Montreuil - Rouget de l'Isle, la ligne fait doublon avec le N16. - Depuis le 1er septembre 2019, la ligne bénéficie du service de descente à la demande. - Date de dernière mise à jour : 24 juillet 2025. |                                                                              |                                                                              |                                                                              |                                                                              |                                                                              |                                                                              |                                                                              |                                                                              |
| N34   | Dernière actualisation : — |                                                                              |                                                                              |                                                                              |                                                                              |                                                                              |                                                                              |                                                                              |                                                                              |
| N35   | Gare de Lyon ⥋ Villiers-sur-Marne - Le Plessis-Trévise RER | Gare de Lyon ⥋ Villiers-sur-Marne - Le Plessis-Trévise RER                   | Gare de Lyon ⥋ Villiers-sur-Marne - Le Plessis-Trévise RER                   | Gare de Lyon ⥋ Villiers-sur-Marne - Le Plessis-Trévise RER                   | Gare de Lyon ⥋ Villiers-sur-Marne - Le Plessis-Trévise RER                   | Gare de Lyon ⥋ Villiers-sur-Marne - Le Plessis-Trévise RER                   | Gare de Lyon ⥋ Villiers-sur-Marne - Le Plessis-Trévise RER                   | Gare de Lyon ⥋ Villiers-sur-Marne - Le Plessis-Trévise RER                   | Gare de Lyon ⥋ Villiers-sur-Marne - Le Plessis-Trévise RER                   |
| N35   | Ouverture / Fermeture 21 septembre 2005 / — | Longueur —                                                                   | Durée 60/63 min                                                              | Nb. d’arrêts 44/47                                                           | Matériel Lion's City GNV                                                     | Jours de fonctionnement L, Ma, Me, J, V, S, D                                | Jour / Soir / Nuit / Fêtes N / N / O / O                                     | Voy. / an —                                                                  | Centre-bus Créteil                                                           |
| N35   | Desserte : - Villes et lieux desservis : Paris, Charenton-le-Pont, Maisons-Alfort, Joinville-le-Pont, Saint-Maur-des-Fossés, Champigny-sur-Marne, Chennevières-sur-Marne et Villiers-sur-Marne. - Stations et gares desservies : Paris-Gare-de-Lyon, Gare de Bercy, Dugommier, Porte de Charenton, Liberté, Charenton - Écoles, École vétérinaire de Maisons-Alfort, Maisons-Alfort - Stade, Maisons-Alfort - Les Juilliottes, Gare de Saint-Maur - Créteil, Gare de Champigny et Gare de Villiers-sur-Marne - Le Plessis-Trévise. |                                                                              |                                                                              |                                                                              |                                                                              |                                                                              |                                                                              |                                                                              |                                                                              |
| N35   | Autre : - Zones traversées : 1 à 3. - Arrêts non accessibles aux UFR : — - Particularités : - La ligne fonctionne du lundi au vendredi de 23 h 45 à 6 h 35 avec un bus toutes les 30 minutes et les week-ends de 23 h 40 à 6 h 10 avec un bus toutes les 20 minutes. Certains services n'effectuent pas la ligne complète. - L'itinéraire a été en partie modifié le 2 septembre 2019 pour desservir Chennevières-sur-Marne (quartier du Bois-l'Abbé) avec un nouveau terminus (en commun avec la ligne N33) à la gare de Villiers-sur-Marne - Le Plessis-Trévise. À cette occasion, le service a été renforcé (doublé en semaine et triplé le week-end). - Date de dernière mise à jour : 29 mars 2022. |                                                                              |                                                                              |                                                                              |                                                                              |                                                                              |                                                                              |                                                                              |                                                                              |
| N35   | Dernière actualisation : — |                                                                              |                                                                              |                                                                              |                                                                              |                                                                              |                                                                              |                                                                              |                                                                              |

### Lignes N40 à N49
| Ligne | Caractéristiques | Caractéristiques                                 | Caractéristiques                                 | Caractéristiques                                 | Caractéristiques                                             | Caractéristiques                                 | Caractéristiques                                 | Caractéristiques                                 | Caractéristiques                                 |
| N41   | Gare de l'Est ⥋ Villeparisis - Mitry-le-Neuf RER | Gare de l'Est ⥋ Villeparisis - Mitry-le-Neuf RER | Gare de l'Est ⥋ Villeparisis - Mitry-le-Neuf RER | Gare de l'Est ⥋ Villeparisis - Mitry-le-Neuf RER | Gare de l'Est ⥋ Villeparisis - Mitry-le-Neuf RER             | Gare de l'Est ⥋ Villeparisis - Mitry-le-Neuf RER | Gare de l'Est ⥋ Villeparisis - Mitry-le-Neuf RER | Gare de l'Est ⥋ Villeparisis - Mitry-le-Neuf RER | Gare de l'Est ⥋ Villeparisis - Mitry-le-Neuf RER |
| ----- | --- | ------------------------------------------------ | ------------------------------------------------ | ------------------------------------------------ | ------------------------------------------------------------ | ------------------------------------------------ | ------------------------------------------------ | ------------------------------------------------ | ------------------------------------------------ |
| N41   | Ouverture / Fermeture 21 septembre 2005 / — | Longueur 19,665 km                               | Durée 71 min                                     | Nb. d’arrêts 53/55                               | Matériel Urbanway 12 GNV Lion's City 12G Efficient Hybrid    | Jours de fonctionnement L, Ma, Me, J, V, S, D    | Jour / Soir / Nuit / Fêtes N / N / O / O         | Voy. / an —                                      | Centre-bus Les Pavillons                         |
| N41   | Desserte : - Villes et lieux desservis : Paris, Pantin (Mairie), Bobigny, Bondy (Hôpital Jean Verdier), Les Pavillons-sous-Bois, Livry-Gargan (Mairie), Sevran, Vaujours (Mairie), Tremblay-en-France et Mitry-Mory. - Stations et gares desservies : Gare de l'Est, Château-Landon, Louis Blanc, Jaurès, Ourcq, Porte de Pantin, Gare de Pantin, Escadrille Normandie-Niémen (T1), Bobigny - Pablo Picasso, Gare de Sevran - Livry, Gare du Vert-Galant et Gare de Villeparisis - Mitry-le-Neuf. |                                                  |                                                  |                                                  |                                                              |                                                  |                                                  |                                                  |                                                  |
| N41   | Autre : - Zones traversées : 1 à 5. - Arrêts non accessibles aux UFR : — - Particularités : La ligne fonctionne tous les jours de 23 h 44 à 6 h 46. Certains services n'effectuent pas la ligne complète. - Date de dernière mise à jour : 29 mars 2022. |                                                  |                                                  |                                                  |                                                              |                                                  |                                                  |                                                  |                                                  |
| N41   | Dernière actualisation : — |                                                  |                                                  |                                                  |                                                              |                                                  |                                                  |                                                  |                                                  |
| N42   | Gare de l'Est ⥋ Aulnay-sous-Bois - Garonor | Gare de l'Est ⥋ Aulnay-sous-Bois - Garonor       | Gare de l'Est ⥋ Aulnay-sous-Bois - Garonor       | Gare de l'Est ⥋ Aulnay-sous-Bois - Garonor       | Gare de l'Est ⥋ Aulnay-sous-Bois - Garonor                   | Gare de l'Est ⥋ Aulnay-sous-Bois - Garonor       | Gare de l'Est ⥋ Aulnay-sous-Bois - Garonor       | Gare de l'Est ⥋ Aulnay-sous-Bois - Garonor       | Gare de l'Est ⥋ Aulnay-sous-Bois - Garonor       |
| N42   | Ouverture / Fermeture 21 septembre 2005 / — | Longueur 16,660 km                               | Durée 50 min                                     | Nb. d’arrêts 42/43                               | Matériel Citelis 12 GX 337 hybride                           | Jours de fonctionnement L, Ma, Me, J, V, S, D    | Jour / Soir / Nuit / Fêtes N / N / O / O         | Voy. / an —                                      | Centre-bus Flandre                               |
| N42   | Desserte : - Villes et lieux desservis : Paris, Aubervilliers, Pantin (Cimetière Parisien), La Courneuve, Le Bourget, Drancy (Cimetière), Le Blanc-Mesnil et Aulnay-sous-Bois (Garonor). - Stations et gares desservies : Gare de l'Est, Jaurès, Stalingrad, Porte de la Villette, Fort d'Aubervilliers, La Courneuve - 8 Mai 1945, Gare du Bourget et Gare de Drancy. |                                                  |                                                  |                                                  |                                                              |                                                  |                                                  |                                                  |                                                  |
| N42   | Autre : - Zones traversées : 1 à 3. - Arrêts non accessibles aux UFR : — - Particularités : La ligne fonctionne du lundi au vendredi de 23 h 40 à 6 h 9 et les samedis, dimanches et fêtes de 23 h 30 à 6 h 10. Certains services n'effectuent pas la ligne complète. - Date de dernière mise à jour : 7 novembre 2022. |                                                  |                                                  |                                                  |                                                              |                                                  |                                                  |                                                  |                                                  |
| N42   | Dernière actualisation : — |                                                  |                                                  |                                                  |                                                              |                                                  |                                                  |                                                  |                                                  |
| N43   | Gare de l'Est ⥋ Gare de Sarcelles - Saint-Brice | Gare de l'Est ⥋ Gare de Sarcelles - Saint-Brice  | Gare de l'Est ⥋ Gare de Sarcelles - Saint-Brice  | Gare de l'Est ⥋ Gare de Sarcelles - Saint-Brice  | Gare de l'Est ⥋ Gare de Sarcelles - Saint-Brice              | Gare de l'Est ⥋ Gare de Sarcelles - Saint-Brice  | Gare de l'Est ⥋ Gare de Sarcelles - Saint-Brice  | Gare de l'Est ⥋ Gare de Sarcelles - Saint-Brice  | Gare de l'Est ⥋ Gare de Sarcelles - Saint-Brice  |
| N43   | Ouverture / Fermeture 21 septembre 2005 / — | Longueur 17,190 km                               | Durée 51 min                                     | Nb. d’arrêts 45/47                               | Matériel Citelis 12 Urbanway 12 GNV                          | Jours de fonctionnement L, Ma, Me, J, V, S, D    | Jour / Soir / Nuit / Fêtes N / N / O / O         | Voy. / an —                                      | Centre-bus Aubervilliers                         |
| N43   | Desserte : - Villes et lieux desservis : Paris, Aubervilliers (Mairie), La Courneuve (6 Routes), Stains (Mairie), Garges-lès-Gonesse, Sarcelles et Saint-Brice-sous-Forêt. - Stations et gares desservies : Gare de l'Est, La Chapelle, Porte de la Chapelle, Gare de La Courneuve - Aubervilliers, Six Routes (T1), Gare de Garges - Sarcelles et Gare de Sarcelles - Saint-Brice. |                                                  |                                                  |                                                  |                                                              |                                                  |                                                  |                                                  |                                                  |
| N43   | Autre : - Zones traversées : 1 à 4. - Arrêts non accessibles aux UFR : — - Particularités : La ligne fonctionne du lundi au vendredi de 23 h 53 à 6 h 0 et les samedis, dimanches et fêtes de 23 h 56 à 6 h 10. Certains services n'effectuent pas la ligne complète. - Date de dernière mise à jour : 4 juin 2024. |                                                  |                                                  |                                                  |                                                              |                                                  |                                                  |                                                  |                                                  |
| N43   | Dernière actualisation : — |                                                  |                                                  |                                                  |                                                              |                                                  |                                                  |                                                  |                                                  |
| N44   | Gare de l'Est ⥋ Garges - Sarcelles RER | Gare de l'Est ⥋ Garges - Sarcelles RER           | Gare de l'Est ⥋ Garges - Sarcelles RER           | Gare de l'Est ⥋ Garges - Sarcelles RER           | Gare de l'Est ⥋ Garges - Sarcelles RER                       | Gare de l'Est ⥋ Garges - Sarcelles RER           | Gare de l'Est ⥋ Garges - Sarcelles RER           | Gare de l'Est ⥋ Garges - Sarcelles RER           | Gare de l'Est ⥋ Garges - Sarcelles RER           |
| N44   | Ouverture / Fermeture 21 septembre 2005 / — | Longueur 14,625 km                               | Durée 40 min                                     | Nb. d’arrêts 43/44                               | Matériel Lion's City                                         | Jours de fonctionnement L, Ma, Me, J, V, S, D    | Jour / Soir / Nuit / Fêtes N / N / O / O         | Voy. / an —                                      | Centre-bus Saint-Denis                           |
| N44   | Desserte : - Villes et lieux desservis : Paris, Saint-Ouen-sur-Seine, Saint-Denis, Pierrefitte-sur-Seine, Stains et Sarcelles. - Stations et gares desservies : Gare de l'Est, Barbès - Rochechouart, Porte de Clignancourt, Mairie de Saint-Ouen, Saint-Denis - Porte de Paris, Gare de Saint-Denis, Marché de Saint-Denis (tramway d'Île-de-France) (T5), Mairie de Pierrefitte (T5), Pierrefitte - Stains RER, Les Flanades (T5) et Gare de Garges - Sarcelles.                                |                                                  |                                                  |                                                  |                                                              |                                                  |                                                  |                                                  |                                                  |
| N44   | Autre : - Zones traversées : 1 à 4. - Arrêts non accessibles aux UFR : Paul Valéry, Carrefour Pleyel, Mairie de Saint-Ouen-Jaurès vers Gare de l'Est. - Particularités : La ligne fonctionne tous les jours de 23 h 30 à 6 h 20. Certains services n'effectuent pas la ligne complète. Avec son prolongement à la Gare de Garges-Sarcelles, le N44 devient l'équivalent nocturne du T5. - Date de dernière mise à jour : 22 juin 2024.                                                            |                                                  |                                                  |                                                  |                                                              |                                                  |                                                  |                                                  |                                                  |
| N44   | Dernière actualisation : — |                                                  |                                                  |                                                  |                                                              |                                                  |                                                  |                                                  |                                                  |
| N45   | Gare de l'Est ⥋ Hôpital de Montfermeil | Gare de l'Est ⥋ Hôpital de Montfermeil           | Gare de l'Est ⥋ Hôpital de Montfermeil           | Gare de l'Est ⥋ Hôpital de Montfermeil           | Gare de l'Est ⥋ Hôpital de Montfermeil                       | Gare de l'Est ⥋ Hôpital de Montfermeil           | Gare de l'Est ⥋ Hôpital de Montfermeil           | Gare de l'Est ⥋ Hôpital de Montfermeil           | Gare de l'Est ⥋ Hôpital de Montfermeil           |
| N45   | Ouverture / Fermeture 10 décembre 2006 / — | Longueur 22,295 km                               | Durée 54 min                                     | Nb. d’arrêts 49/51                               | Matériel Urbanway 12 m]GNV Man LionCity 12G Efficient Hybrid | Jours de fonctionnement L, Ma, Me, J, V, S, D    | Jour / Soir / Nuit / Fêtes N / N / O / O         | Voy. / an —                                      | Centre-bus Les Pavillons                         |
| N45   | Desserte : - Villes et lieux desservis : Paris, Pantin, Romainville, Bobigny, Bondy (Hôpital Jean Verdier), Les Pavillons-sous-Bois, Le Raincy, Livry-Gargan, Clichy-sous-Bois et Montfermeil (Hôpital de Montfermeil). - Stations et gares desservies : Gare de l'Est, Jaurès, Porte de Pantin, Bobigny - Pantin - Raymond Queneau, Bobigny - Pablo Picasso et Pont de Bondy. |                                                  |                                                  |                                                  |                                                              |                                                  |                                                  |                                                  |                                                  |
| N45   | Autre : - Zones traversées : 1 à 4. - Arrêts non accessibles aux UFR : — - Particularités : La ligne fonctionne tous les jours de 23 h 57 à 6 h 49. Certains services n'effectuent pas la ligne complète. - Date de dernière mise à jour : 29 juin 2024. |                                                  |                                                  |                                                  |                                                              |                                                  |                                                  |                                                  |                                                  |
| N45   | Dernière actualisation : — |                                                  |                                                  |                                                  |                                                              |                                                  |                                                  |                                                  |                                                  |

### Lignes N50 à N59
| Ligne | Caractéristiques | Caractéristiques                                  | Caractéristiques                                  | Caractéristiques                                  | Caractéristiques                                        | Caractéristiques                                  | Caractéristiques                                  | Caractéristiques                                  | Caractéristiques                                  |
| N51   | Gare d'Enghien ⥋ Gare Saint-Lazare | Gare d'Enghien ⥋ Gare Saint-Lazare                | Gare d'Enghien ⥋ Gare Saint-Lazare                | Gare d'Enghien ⥋ Gare Saint-Lazare                | Gare d'Enghien ⥋ Gare Saint-Lazare                      | Gare d'Enghien ⥋ Gare Saint-Lazare                | Gare d'Enghien ⥋ Gare Saint-Lazare                | Gare d'Enghien ⥋ Gare Saint-Lazare                | Gare d'Enghien ⥋ Gare Saint-Lazare                |
| ----- | --- | ------------------------------------------------- | ------------------------------------------------- | ------------------------------------------------- | ------------------------------------------------------- | ------------------------------------------------- | ------------------------------------------------- | ------------------------------------------------- | ------------------------------------------------- |
| N51   | Ouverture / Fermeture 21 septembre 2005 / — | Longueur 21,065 km                                | Durée 70 min                                      | Nb. d’arrêts 46/49                                | Matériel Lion's City Hybride                            | Jours de fonctionnement L, Ma, Me, J, V, S, D     | Jour / Soir / Nuit / Fêtes N / N / O / O          | Voy. / an —                                       | Centre-bus Belliard                               |
| N51   | Desserte : - Villes et lieux desservis : Enghien-les-Bains (Mairie, Casino), Épinay-sur-Seine, L'Île-Saint-Denis, Villeneuve-la-Garenne (Mairie, Parc des Chanteraines), Gennevilliers, Asnières-sur-Seine (Patinoire), Clichy (Mairie) et Paris (Porte de Clichy, Place de Clichy). - Stations et gares desservies : Gare d'Enghien-les-Bains, Lacépède (T8), Gare d'Épinay - Villetaneuse, L'Île-Saint-Denis (T1), Mairie de Villeneuve-la-Garenne (T1), La Noue (T1), Chemin des Reniers (T1), Parc des Chanteraines (T1), Gare de Gennevilliers, Les Courtilles, Les Agnettes, Gabriel Péri, Mairie de Clichy, Porte de Clichy, Place de Clichy et Gare Saint-Lazare. |                                                   |                                                   |                                                   |                                                         |                                                   |                                                   |                                                   |                                                   |
| N51   | Autre : - Zones traversées : 1 à 4. - Arrêts non accessibles aux UFR : Cygne d'Enghien et Brochant Cardinet vers Gare Saint-Lazare, Sablons et Rue des Presles vers Gare d'Enghien, Landy-Martre, La Briche, Blumenthal, César et 76 route de Saint Leu. - Particularités : La ligne fonctionne tous les jours de 23 h 40 à 6 h 50. Certains services n'effectuent pas la ligne complète. - Remplacement nocturne : Elle assure le remplacement nocturne des lignes suivantes : - la ligne 13 du métro entre Gare Saint-Lazare et Les Courtilles ; - la ligne T1 du tramway entre Les Courtilles et L'île-Saint-Denis ; - la ligne H du Transilien entre Gare d'Épinay - Villetaneuse et Gare d'Enghien. Les premiers services commencent et termine à porte de Clichy. - Date de dernière mise à jour : 29 mars 2022.                                                                                                   |                                                   |                                                   |                                                   |                                                         |                                                   |                                                   |                                                   |                                                   |
| N51   | Dernière actualisation : — |                                                   |                                                   |                                                   |                                                         |                                                   |                                                   |                                                   |                                                   |
| N52   | Gare de Cormeilles-en-Parisis ⥋ Gare Saint-Lazare | Gare de Cormeilles-en-Parisis ⥋ Gare Saint-Lazare | Gare de Cormeilles-en-Parisis ⥋ Gare Saint-Lazare | Gare de Cormeilles-en-Parisis ⥋ Gare Saint-Lazare | Gare de Cormeilles-en-Parisis ⥋ Gare Saint-Lazare       | Gare de Cormeilles-en-Parisis ⥋ Gare Saint-Lazare | Gare de Cormeilles-en-Parisis ⥋ Gare Saint-Lazare | Gare de Cormeilles-en-Parisis ⥋ Gare Saint-Lazare | Gare de Cormeilles-en-Parisis ⥋ Gare Saint-Lazare |
| N52   | Ouverture / Fermeture 21 septembre 2005 / — | Longueur — km                                     | Durée 60 min                                      | Nb. d’arrêts 54                                   | Matériel Citelis 12 Lion's City                         | Jours de fonctionnement L, Ma, Me, J, V, S, D     | Jour / Soir / Nuit / Fêtes N / N / O / O          | Voy. / an —                                       | Centre-bus Asnières                               |
| N52   | Desserte : - Villes et lieux desservis : Cormeilles-en-Parisis, Argenteuil (Hôtel de Ville), Colombes, Bois-Colombes, Asnières-sur-Seine, Courbevoie, Levallois-Perret (Mairie) et Paris (Porte de Courcelles, Porte de Champerret). - Stations et gares desservies : Gare de Cormeilles-en-Parisis, Gare d'Argenteuil, Gare du Val d'Argenteuil, Gare de Bois-Colombes, Pont de Levallois - Bécon, Porte de Champerret et Gare Saint-Lazare. |                                                   |                                                   |                                                   |                                                         |                                                   |                                                   |                                                   |                                                   |
| N52   | Autre : - Zones traversées : 1 à 4. - Arrêts non accessibles aux UFR : Bourguignons, Cayron - Chefson et Gare de Bois - Colombes vers Cormeilles-en-Parisis, Picasso, Square Saint-Odile, Porte de Champerret, Pereire - Le Châtelier, Pereire-Villiers. - Particularités : La ligne fonctionne tous les jours de 23 h 30 à 6 h 17. Certains services n'effectuent pas la ligne complète. - Remplacement nocturne : Elle assure le remplacement nocturne de la ligne 3 du métro entre Pont de Levallois et Gare Saint-Lazare. Remplace la ligne 167 entre Pont de Levallois et Chevreul Remplace la ligne 178 entre Chevreul et Bourguignons Remplace la ligne 140 entre Bourguignons et Gare d'Argenteuil Remplace la ligne 8 Keolis entre Gare d'Argenteuil et Gare du Val d'Argenteuil Remplace la ligne 95-20 entre Gare du Val d'Argenteuil et Cormeilles en Parisis - Date de dernière mise à jour : 22 juin 2024. |                                                   |                                                   |                                                   |                                                         |                                                   |                                                   |                                                   |                                                   |
| N52   | Dernière actualisation : — |                                                   |                                                   |                                                   |                                                         |                                                   |                                                   |                                                   |                                                   |
| N53   | Nanterre — Anatole France ⥋ Gare Saint-Lazare | Nanterre — Anatole France ⥋ Gare Saint-Lazare     | Nanterre — Anatole France ⥋ Gare Saint-Lazare     | Nanterre — Anatole France ⥋ Gare Saint-Lazare     | Nanterre — Anatole France ⥋ Gare Saint-Lazare           | Nanterre — Anatole France ⥋ Gare Saint-Lazare     | Nanterre — Anatole France ⥋ Gare Saint-Lazare     | Nanterre — Anatole France ⥋ Gare Saint-Lazare     | Nanterre — Anatole France ⥋ Gare Saint-Lazare     |
| N53   | Ouverture / Fermeture 21 septembre 2005 / — | Longueur —                                        | Durée 45 min                                      | Nb. d’arrêts 42                                   | Matériel Urbanway 12 Hybride Urbanway 12 GNV GX 337 GNV | Jours de fonctionnement L, Ma, Me, J, V, S, D     | Jour / Soir / Nuit / Fêtes N / N / O / O          | Voy. / an —                                       | Centre-bus Nanterre                               |
| N53   | Desserte : - Villes et lieux desservis : Nanterre (Palais des Sports, Mairie), Rueil-Malmaison (Hôpital Stell), Suresnes et Paris (Place du Trocadéro-et-du-11-Novembre, Place Charles-de-Gaulle). - Stations et gares desservies : Gare de Nanterre-Préfecture, Gare de Nanterre-Université, Gare du Val d'Or, Suresnes - Longchamp (T2), La Muette, Trocadéro, Gare de Charles-de-Gaulle - Étoile et Gare Saint Lazare. |                                                   |                                                   |                                                   |                                                         |                                                   |                                                   |                                                   |                                                   |
| N53   | Autre : - Zones traversées : 1 à 3. - Arrêts non accessibles aux UFR : Place de la Boule - Joliot Curie vers Gare Saint Lazare, Les Moulin - Camping. - Particularités : La ligne fonctionne du lundi au vendredi de 23 h 30 à 6 h 30 et les samedis, dimanches et fêtes jusqu'à 6 h 40. Certains services n'effectuent pas la ligne complète. - Remplacement nocturne : Elle assure le remplacement nocturne des lignes suivantes : - la ligne 6 du métro entre Trocadéro et Charles de Gaulle - Étoile ; - la ligne A du RER entre Nanterre-Université et Nanterre-Préfecture, et entre Charles de Gaulle - Étoile et Gare Saint-Lazare. - Date de dernière mise à jour : 24 juillet 2025. |                                                   |                                                   |                                                   |                                                         |                                                   |                                                   |                                                   |                                                   |
| N53   | Dernière actualisation : — |                                                   |                                                   |                                                   |                                                         |                                                   |                                                   |                                                   |                                                   |

### Lignes N60 à N69
| Ligne | Caractéristiques | Caractéristiques                                   | Caractéristiques                                   | Caractéristiques                                   | Caractéristiques                                                      | Caractéristiques                                   | Caractéristiques                                   | Caractéristiques                                   | Caractéristiques                                   |
| N61   | Clamart — Georges Pompidou ⥋ Gare Montparnasse | Clamart — Georges Pompidou ⥋ Gare Montparnasse     | Clamart — Georges Pompidou ⥋ Gare Montparnasse     | Clamart — Georges Pompidou ⥋ Gare Montparnasse     | Clamart — Georges Pompidou ⥋ Gare Montparnasse                        | Clamart — Georges Pompidou ⥋ Gare Montparnasse     | Clamart — Georges Pompidou ⥋ Gare Montparnasse     | Clamart — Georges Pompidou ⥋ Gare Montparnasse     | Clamart — Georges Pompidou ⥋ Gare Montparnasse     |
| ----- | --- | -------------------------------------------------- | -------------------------------------------------- | -------------------------------------------------- | --------------------------------------------------------------------- | -------------------------------------------------- | -------------------------------------------------- | -------------------------------------------------- | -------------------------------------------------- |
| N61   | Ouverture / Fermeture 21 septembre 2005 / — | Longueur —                                         | Durée 47 min                                       | Nb. d’arrêts 38 37                                 | Matériel Citelis 12 GX 337 Hybride                                    | Jours de fonctionnement L, Ma, Me, J, V, S, D      | Jour / Soir / Nuit / Fêtes N / N / O / O           | Voy. / an —                                        | Centre-bus Point du Jour                           |
| N61   | Desserte : - Villes et lieux desservis : Clamart, Meudon, Sèvres, Boulogne-Billancourt et Paris. - Stations et gares desservies : Georges Pompidou (T6), Gare de Bellevue, Musée de Sèvres (T2), Pont de Sèvres, Billancourt, Marcel Sembat, Porte de Saint-Cloud, Mirabeau, Gare de l'avenue du Président-Kennedy, Charles Michels, Avenue Émile-Zola, Cambronne, Sèvres - Lecourbe, Pasteur, Montparnasse - Bienvenüe et Gare Montparnasse. |                                                    |                                                    |                                                    |                                                                       |                                                    |                                                    |                                                    |                                                    |
| N61   | Autre : - Zones traversées : 1 à 3 - Arrêts non accessibles aux UFR : Tapis Vert vers Gare Montparnasse, Pont de Sèvres vers Gare Montparnasse, Billancourt vers Gare Montparnasse, Marcel Sembat vers Gare Montparnasse, Avenue Émile Zola, Cambronne, Sèvres-Lecourbe vers Clamart - Georges Pompidou. - Particularités : - La ligne fonctionne tous les jours de {{Heure\|23}58} à 6 h 9.Les premier et dernier services terminent à Porte de Saint-Cloud - Murat. - Entre Pont de Sèvres et Gare Montparnasse, la ligne fait doublon avec le N12. - Remplacement nocturne : Elle assure le remplacement nocturne des lignes suivantes : - la ligne de bus 289 entre Clamart - Georges Pompidou et Église de Meudon ; - la ligne de bus 169 entre Église de Meudon et Pont de Sèvres ; - la ligne 9 du métro entre Pont de Sèvres et Porte de Saint-Cloud ; - la ligne 10 du métro entre Pont Mirabeau et Avenue Émile Zola ; - la ligne 6 du métro entre Cambronne et Gare Montparnasse. - Date de dernière mise à jour : 5 juin 2022. |                                                    |                                                    |                                                    |                                                                       |                                                    |                                                    |                                                    |                                                    |
| N61   | Dernière actualisation : — |                                                    |                                                    |                                                    |                                                                       |                                                    |                                                    |                                                    |                                                    |
| N62   | Marché international de Rungis ⥋ Gare Montparnasse | Marché international de Rungis ⥋ Gare Montparnasse | Marché international de Rungis ⥋ Gare Montparnasse | Marché international de Rungis ⥋ Gare Montparnasse | Marché international de Rungis ⥋ Gare Montparnasse                    | Marché international de Rungis ⥋ Gare Montparnasse | Marché international de Rungis ⥋ Gare Montparnasse | Marché international de Rungis ⥋ Gare Montparnasse | Marché international de Rungis ⥋ Gare Montparnasse |
| N62   | Ouverture / Fermeture 21 septembre 2005 / — | Longueur 16,155 km                                 | Durée 72 min                                       | Nb. d’arrêts 55                                    | Matériel Citaro Facelift Citaro C2 Urbanway 12 Hybride GX 337 Hybride | Jours de fonctionnement L, Ma, Me, J, V, S, D      | Jour / Soir / Nuit / Fêtes N / N / O / O           | Voy. / an —                                        | Centre-bus Fontenay                                |
| N62   | Desserte : - Villes et lieux desservis : Chevilly-Larue (Marché international de Rungis), Fresnes, Antony, Châtenay-Malabry, Le Plessis-Robinson, Clamart, Châtillon, Vanves, Issy-les-Moulineaux et Paris. - Stations et gares desservies : Marché international de Rungis (Tvm), Mairie de Chevilly-Larue (Tvm), Le Delta (Tvm), Parc Médicis (Tvm), Montjean (Tvm), Le Clos la Garenne (Tvm), Le Petit Fresnes (Tvm), Docteur Ténine (Tvm), Berny-Raymond Aron (Tvm), Gare de La Croix de Berny (RER B, T10 et Tvm), La Vallée (T10), Petit-Châtenay (T10), Théâtre La Piscine (T10), Les Peintres (T10), Cité Jardin (T10), Vallée aux Loups (T10), Malabry (T10), Hôpital Béclère (T6 et T10), Jardin Parisien (T10), Gare de Clamart, Corentin Celton, Porte d'Issy (T2), Balard, Porte de Versailles, Convention, Vaugirard, Volontaires, Sèvres - Lecourbe, Pasteur, Montparnasse - Bienvenüe, Gare de Paris-Montparnasse. |                                                    |                                                    |                                                    |                                                                       |                                                    |                                                    |                                                    |                                                    |
| N62   | Autre : - Zones traversées : 1 à 3 - Arrêts non accessibles aux UFR : Vallée aux Loups, Malabry, Moulin de la Tour, La Cavée, Rue de Châtillon. - Vers Marché international de Rungis : Suzanne Lenglen. - Vers Gare Montparnasse : Vaugirard - Croix-Nivert. - Particularités : - La ligne fonctionne tous les jours de 23 h 50 à 6 h 20. Certains services n'effectuent pas la ligne complète. - Entre Victor Hugo et Gare Montparnasse, la ligne fait doublon avec le N13. - Remplacement nocturne : Elle assure le remplacement nocturne des lignes suivantes : - La ligne de bus à haut niveau de service Tvm entre Marché international de Rungis et La Croix de Berny RER ; - la ligne 10 du tramway entre La Croix de Berny et Jardin Parisien ; - la ligne 12 du métro entre Corentin Celton et Gare Montparnasse. - Date de dernière mise à jour : 4 juillet 2023. |                                                    |                                                    |                                                    |                                                                       |                                                    |                                                    |                                                    |                                                    |
| N62   | Dernière actualisation : — |                                                    |                                                    |                                                    |                                                                       |                                                    |                                                    |                                                    |                                                    |
| N63   | Gare Montparnasse ⥋ École Polytechnique — Vauve | Gare Montparnasse ⥋ École Polytechnique — Vauve    | Gare Montparnasse ⥋ École Polytechnique — Vauve    | Gare Montparnasse ⥋ École Polytechnique — Vauve    | Gare Montparnasse ⥋ École Polytechnique — Vauve                       | Gare Montparnasse ⥋ École Polytechnique — Vauve    | Gare Montparnasse ⥋ École Polytechnique — Vauve    | Gare Montparnasse ⥋ École Polytechnique — Vauve    | Gare Montparnasse ⥋ École Polytechnique — Vauve    |
| N63   | Ouverture / Fermeture 21 septembre 2005 / — | Longueur —                                         | Durée 60 min                                       | Nb. d’arrêts 53                                    | Matériel Citaro C2 Urbanway 12 Hybride GX 337 Hybride                 | Jours de fonctionnement L, Ma, Me, J, V, S, D      | Jour / Soir / Nuit / Fêtes N / N / O / O           | Voy. / an —                                        | Centre-bus Fontenay                                |
| N63   | Desserte : - Villes et lieux desservis : Paris, Malakoff, Châtillon, Fontenay-aux-Roses, Châtenay-Malabry (Faculté de Pharmacie), Verrières-le-Buisson, Massy et Palaiseau (ENSTA Paris, École polytechnique). - Stations et gares desservies : Montparnasse - Bienvenüe, Gare Montparnasse, Pernety, Plaisance, Porte de Vanves, Malakoff - Plateau de Vanves, Malakoff - Rue Étienne-Dolet, Châtillon - Montrouge, Gare de Robinson, Théâtre La Piscine (T10), Gare de Massy - Palaiseau. |                                                    |                                                    |                                                    |                                                                       |                                                    |                                                    |                                                    |                                                    |
| N63   | Autre : - Zones traversées : 1 à 4 - Arrêts non accessibles aux UFR : — - Particularités : - La ligne fonctionne du lundi au vendredi de 23 h 38 à 6 h 32 et les samedis, dimanches et fêtes de 23 h 45 à 6 h 27. - En début de service (respectivement, en fin de service), les bus effectuent des services partiels avec pour origine (respectivement pour terminus) l'arrêt Théâtre des Sources à Fontenay-aux-Roses. - Entre Gare Montparnasse et Losserand - Maine ainsi qu'à Châtillon - Montrouge, la ligne fait doublon avec le N66. - Depuis le 1er septembre 2019, la ligne bénéficie du service de descente à la demande. - Depuis le 3 juillet 2021, la ligne est prolongée au-delà de Massy-Palaiseau jusqu'à École Polytechnique — Vauve en desservant le centre-ville de Palaiseau. - Remplacement nocturne : Elle assure le remplacement nocturne des lignes suivantes : - la ligne 13 du métro entre Gare Montparnasse et Châtillon - Montrouge ; - la ligne de bus 294 entre Châtillon - Montrouge et Grands Chênes ; - la ligne de bus 196 entre Grands Chênes et Massy - Palaiseau RER ; - les lignes de bus express 91-06 et 91-10 entre Massy - Palaiseau RER et École Polytechnique — Vauve. - Date de dernière mise à jour : 16 août 2023. |                                                    |                                                    |                                                    |                                                                       |                                                    |                                                    |                                                    |                                                    |
| N63   | Dernière actualisation : — |                                                    |                                                    |                                                    |                                                                       |                                                    |                                                    |                                                    |                                                    |
| N66   | Gare Montparnasse ⥋ Gare de Chaville-Rive-Droite | Gare Montparnasse ⥋ Gare de Chaville-Rive-Droite   | Gare Montparnasse ⥋ Gare de Chaville-Rive-Droite   | Gare Montparnasse ⥋ Gare de Chaville-Rive-Droite   | Gare Montparnasse ⥋ Gare de Chaville-Rive-Droite                      | Gare Montparnasse ⥋ Gare de Chaville-Rive-Droite   | Gare Montparnasse ⥋ Gare de Chaville-Rive-Droite   | Gare Montparnasse ⥋ Gare de Chaville-Rive-Droite   | Gare Montparnasse ⥋ Gare de Chaville-Rive-Droite   |
| N66   | Ouverture / Fermeture 13 décembre 2014 / — | Longueur —                                         | Durée 58 min                                       | Nb. d’arrêts 45                                    | Matériel Citaro Facelift Citaro C2 GX 337 Hybride                     | Jours de fonctionnement L, Ma, Me, J, V, S, D      | Jour / Soir / Nuit / Fêtes N / N / O / O           | Voy. / an —                                        | Centre-bus Fontenay                                |
| N66   | Desserte : - Villes et lieux desservis : Paris, Malakoff, Montrouge, Châtillon, Fontenay-aux-Roses, Clamart, Meudon, Vélizy-Villacoublay, Viroflay et Chaville. - Stations et gare desservies : Gare Montparnasse, Alésia, Porte d'Orléans, Jean Moulin (T3a), Châtillon - Montrouge, Vauban (T6), Centre de Châtillon (T6), Division Leclerc (T6), Soleil Levant (T6), Hôpital Béclère (T6 et T10), Jardin Parisien (T10), Georges Pompidou (T6), Georges Millandy (T6), Meudon-la-Forêt (T6), Vélizy 2 (T6), Dewoitine (T6), Inovel Parc Nord (T6), Louvois (T6), Mairie de Vélizy (T6), L'Onde (T6) et Robert Wagner (T6), Chaville - Vélizy, Chaville-Rive-Gauche et Chaville-Rive-Droite. |                                                    |                                                    |                                                    |                                                                       |                                                    |                                                    |                                                    |                                                    |
| N66   | Autre : - Zones traversées : 1 à 3. - Arrêts non accessibles aux UFR :Centre de Châtillon - Marché - Particularités : - La ligne fonctionne tous les jours de 0 h 20 à 6 h 20. Les premiers et derniers services partent ou terminent à Centre Bus. - Entre Gare Montparnasse et Losserand - Maine, la ligne fait doublon avec le N63. - Remplacement nocturne : Elle assure le remplacement nocturne des lignes suivantes : - la ligne 4 du métro entre Gare Montparnasse et Porte d'Orléans ; - la ligne de bus 475 du réseau de Saint-Quentin-en-Yvelines entre Porte d'Orléans et Châtillon-Montrouge ; - la ligne 6 du tramway entre Châtillon - Montrouge et Robert Wagner. - Date de dernière mise à jour : 24 juillet 2025. |                                                    |                                                    |                                                    |                                                                       |                                                    |                                                    |                                                    |                                                    |
| N66   | Dernière actualisation : — |                                                    |                                                    |                                                    |                                                                       |                                                    |                                                    |                                                    |                                                    |

### Lignes N70 à N79
| Ligne | Caractéristiques | Caractéristiques                                     | Caractéristiques                                     | Caractéristiques                                     | Caractéristiques                                     | Caractéristiques                                     | Caractéristiques                                     | Caractéristiques                                     | Caractéristiques                                     |
| N71   | Marché international de Rungis ⥋ Val de Fontenay RER | Marché international de Rungis ⥋ Val de Fontenay RER | Marché international de Rungis ⥋ Val de Fontenay RER | Marché international de Rungis ⥋ Val de Fontenay RER | Marché international de Rungis ⥋ Val de Fontenay RER | Marché international de Rungis ⥋ Val de Fontenay RER | Marché international de Rungis ⥋ Val de Fontenay RER | Marché international de Rungis ⥋ Val de Fontenay RER | Marché international de Rungis ⥋ Val de Fontenay RER |
| ----- | --- | ---------------------------------------------------- | ---------------------------------------------------- | ---------------------------------------------------- | ---------------------------------------------------- | ---------------------------------------------------- | ---------------------------------------------------- | ---------------------------------------------------- | ---------------------------------------------------- |
| N71   | Ouverture / Fermeture 10 décembre 2006 / — | Longueur —                                           | Durée 56 min                                         | Nb. d’arrêts 42/43                                   | Matériel Lion's City GNV                             | Jours de fonctionnement L, Ma, Me, J, V, S, D        | Jour / Soir / Nuit / Fêtes N / N / O / O             | Voy. / an —                                          | Centre-bus Thiais                                    |
| N71   | Desserte : - Villes et lieux desservis : Chevilly-Larue (Marché international de Rungis), Thiais (Porte de Thiais (accès au péage du MIN - Correspondance avec le T7, Le Cor de Chasse, La Belle Épine (Centre commercial régional), Carrefour de la Résistance), Choisy-le-Roi (Pont de Choisy), Créteil (Lac de Créteil, Préfecture du Val-de-Marne, Hôpital intercommunal de Créteil), Saint-Maur-des-Fossés, Champigny-sur-Marne (Parc du Tremblay), Le Perreux-sur-Marne et Fontenay-sous-Bois (Quartier d'affaires du Val de Fontenay). - Stations et gares desservies : Marché international de Rungis (Tvm), Porte de Thiais (Tvm et T7), Le Cor de Chasse (Tvm), La Belle Épine (Tvm), Alouettes (Tvm), Carrefour de la Résistance (Tvm et 393), Victor Basch (Tvm et 393), Georges Halgoult (Tvm et 393), René Panhard (Tvm et 393), Rouget de Lisle (Tvm, 393 et T9), Gare de Choisy-le-Roi (RER C, Tvm et 393), Pasteur (Tvm et 393), Marcellin Berthelot (Tvm et 393), Parc Interdépartemental des Sports (Tvm et 393), Gare de Créteil-Pompadour (RER D, Tvm et 393), Base de Loisirs de Créteil (Tvm), Préfecture du Val-de-Marne (Tvm), La Haye aux Moines (Tvm), Créteil - Université (M8 et Tvm), Église de Créteil (Tvm), Hôpital Intercommunal (Tvm), Pont de Créteil (Tvm), Gare de Saint-Maur - Créteil (RER A et Tvm), Gare de Nogent - Le Perreux et Gare du Val de Fontenay. |                                                      |                                                      |                                                      |                                                      |                                                      |                                                      |                                                      |                                                      |
| N71   | Autre : - Zones traversées : 3. - Arrêts non accessibles aux UFR : Aucun - Particularités : - La ligne fonctionne du lundi au vendredi de 23 h 22 à 6 h 22 avec un bus toutes les 26 minutes et les week-ends de 23 h 40 à 6 h 30 avec un bus toutes les 19 minutes. Certains services n'effectuent pas la ligne complète. - Depuis le 1er septembre 2019, la ligne bénéficie du service de descente à la demande. - Remplacement nocturne : Elle assure le remplacement nocturne des lignes suivantes : - La ligne de bus à haut niveau de service Tvm entre Marché international de Rungis et Saint-Maur - Créteil RER ; - La ligne de bus à haut niveau de service 393 entre Carrefour de la Résistance et Pompadour ; - La ligne de bus 317 entre Saint-Maur (arrêt Libération - Rabelais) et Nogent - Le Perreux RER ; - La ligne E du RER et la ligne de bus 116 entre Nogent - Le Perreux RER et Val de Fontenay RER. - Date de dernière mise à jour : 17 juillet 2022. |                                                      |                                                      |                                                      |                                                      |                                                      |                                                      |                                                      |                                                      |
| N71   | Dernière actualisation : — |                                                      |                                                      |                                                      |                                                      |                                                      |                                                      |                                                      |                                                      |